# Petr Svoboda (herec)
Petr Svoboda (* 26. června 1952, Havlíčkův Brod) je český herec, moderátor a podnikatel.
Po ukončení studia na pražské DAMU v roce 1973 působil v prvním divadelním angažmá v Hradci Králové. V té době byl již vyhledávaným televizním hercem, kde v rolích princů točil zejména různé televizní pohádky. Vojenskou službu strávil v Armádním uměleckém souboru Víta Nejedlého, poté krátce působil i v pražském Divadle na Zábradlí a v libeňském Divadle S. K. Neumanna, od roku 1984 do roku 1990 byl členem činoherního souboru Národního divadla v Praze.
V současné době je znám spíše jako úspěšný televizní moderátor a dabingový herec. Jedná se také o podnikatele, bývalého spolumajitele produkční, nahrávací a dabingové firmy, dnes podnikatele působícího ve stavebnictví. Divákům je znám svojí rolí Slunečníka v pohádce Princ a Večernice z roku 1978. Známou dabingovou rolí je, kromě jiných, dabing kapitána B. J. Hunnicutta v americkém seriálu M*A*S*H.

## Pohádkové role, výběr
- 1974 Princ chocholouš (Baldrián, princ brabantský)
- 1976 Malá mořská víla (princ Sargasového moře)
- 1976 O Všudybylovi (Všudybyl)
- 1978 Princ a Večernice (Slunečník)
- 1978 Pohádka o ebenovém koni (princ Otakar)
- 1978 Paví král (princ Radovan, Paví král)
- 1985 Perly a Růže (král Jan)

## Další role
- 1980 Trhák (reportér)
- 1984 Poklad hraběte Chamaré (Kamenický)

## Moderované televizní pořady
- Riskuj!
- Hezky česky
- Hodina pravdy